# Belémtornet
Belémtornet (portugisiska Torre de Belém) är ett befäst torn i stadsdelen Belém, egentligen Santa Maria de Belém, i västra Lissabon.
Tornet uppfördes under tidigt 1500-tal i emanuelinsk eller portugisisk sengotisk stil för att högtidlighålla Vasco da Gamas expedition. Denna eleganta försvarsanläggning har blivit en symbol för staden, ett minnesmärke över Portugals makt under tiden för de stora upptäcktsfärderna. Tillsammans med det närbelägna Hieronymusklostret, utsågs tornet 1983 till ett världsarv av Unesco.

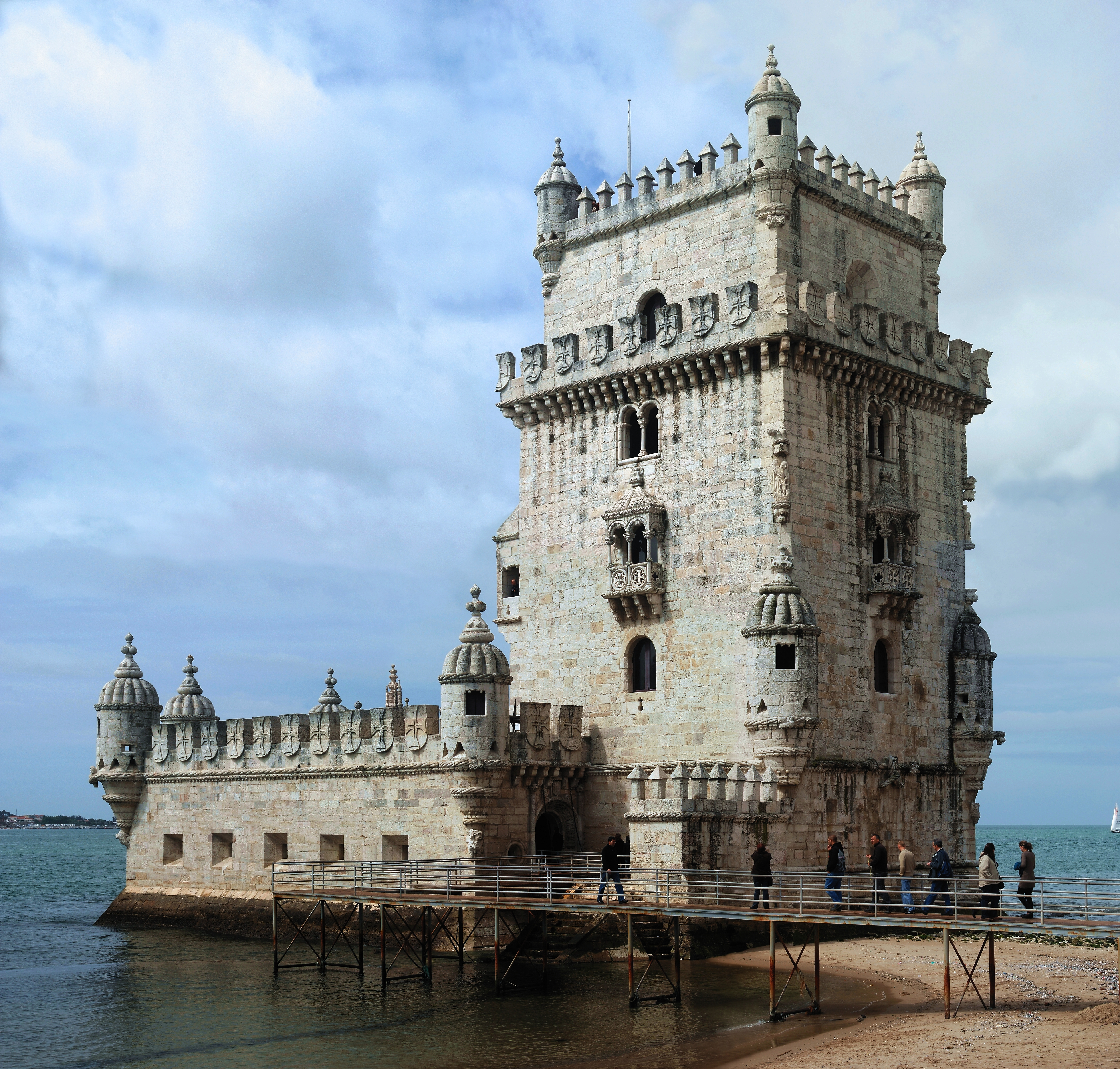
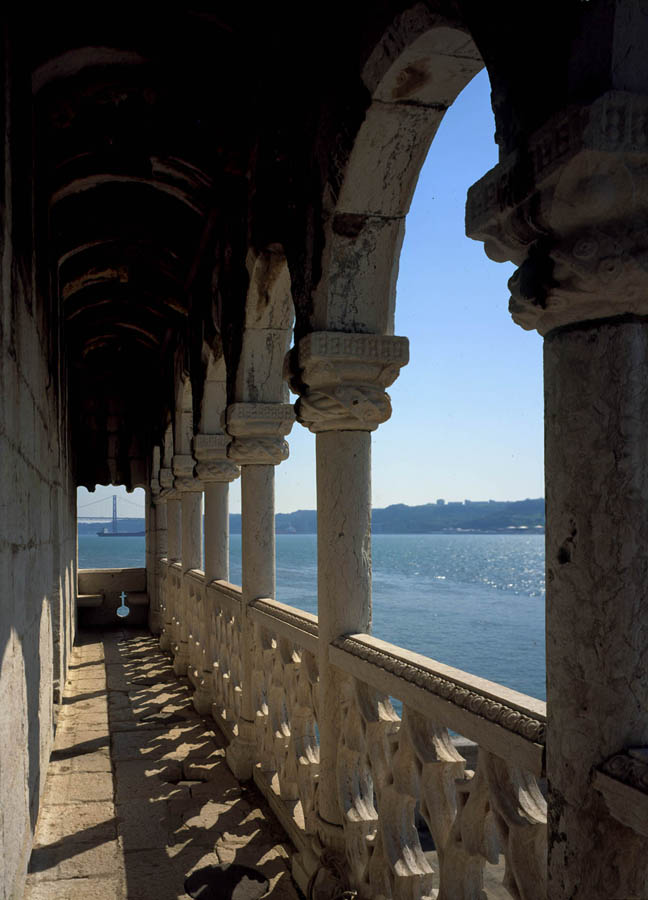
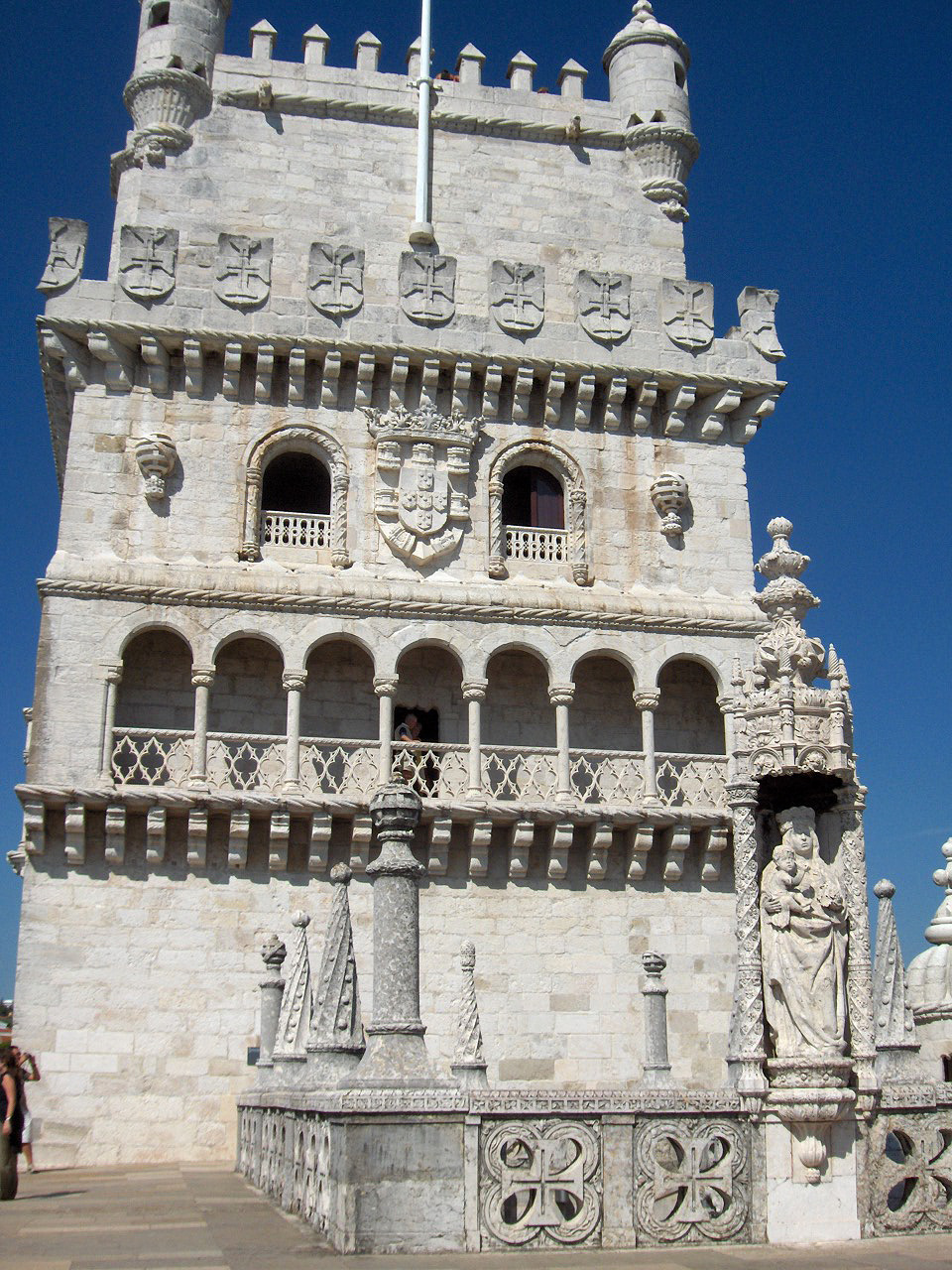
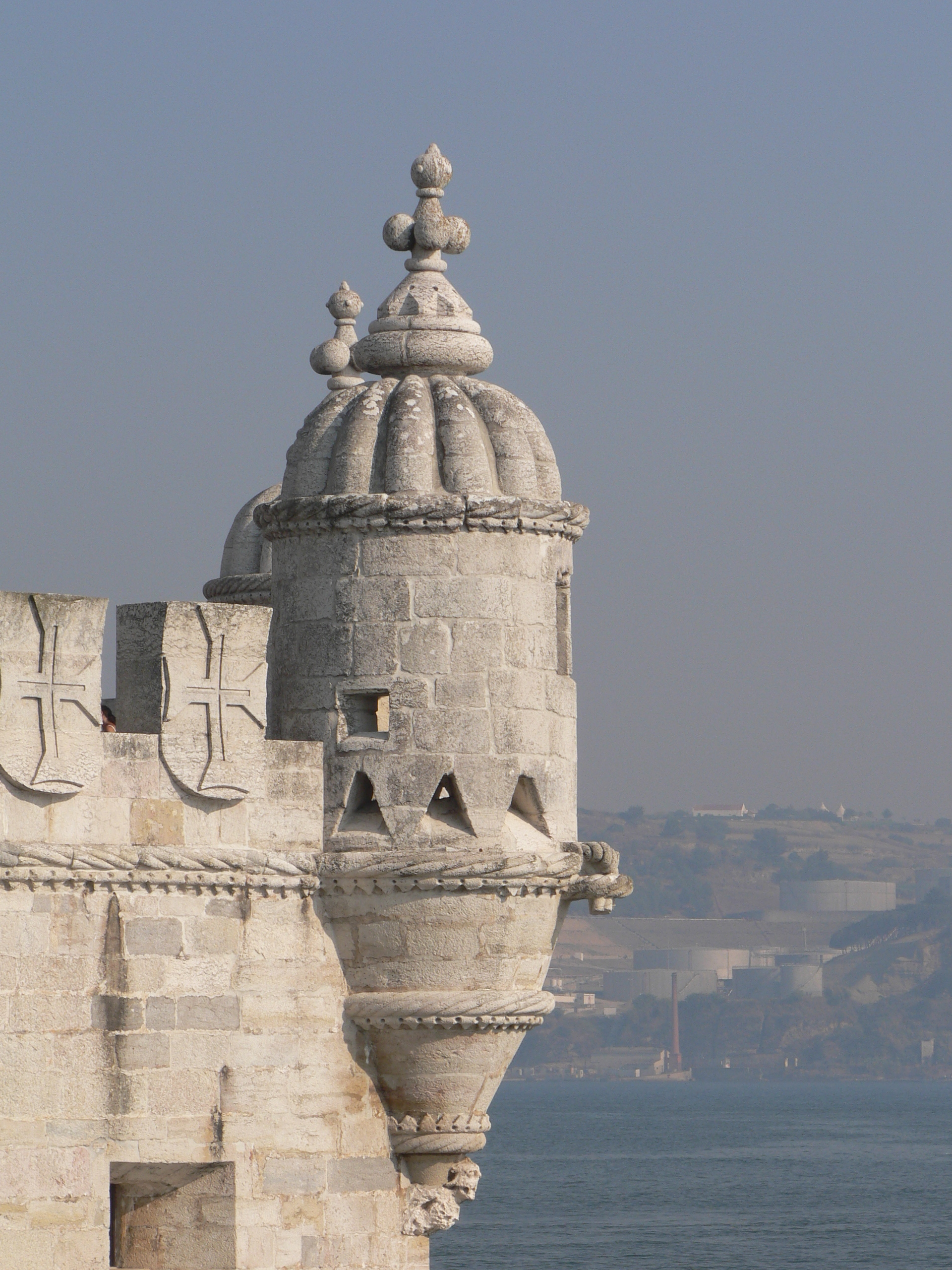